# 转录

mRNA合成和加工的简图（酶未显示）。

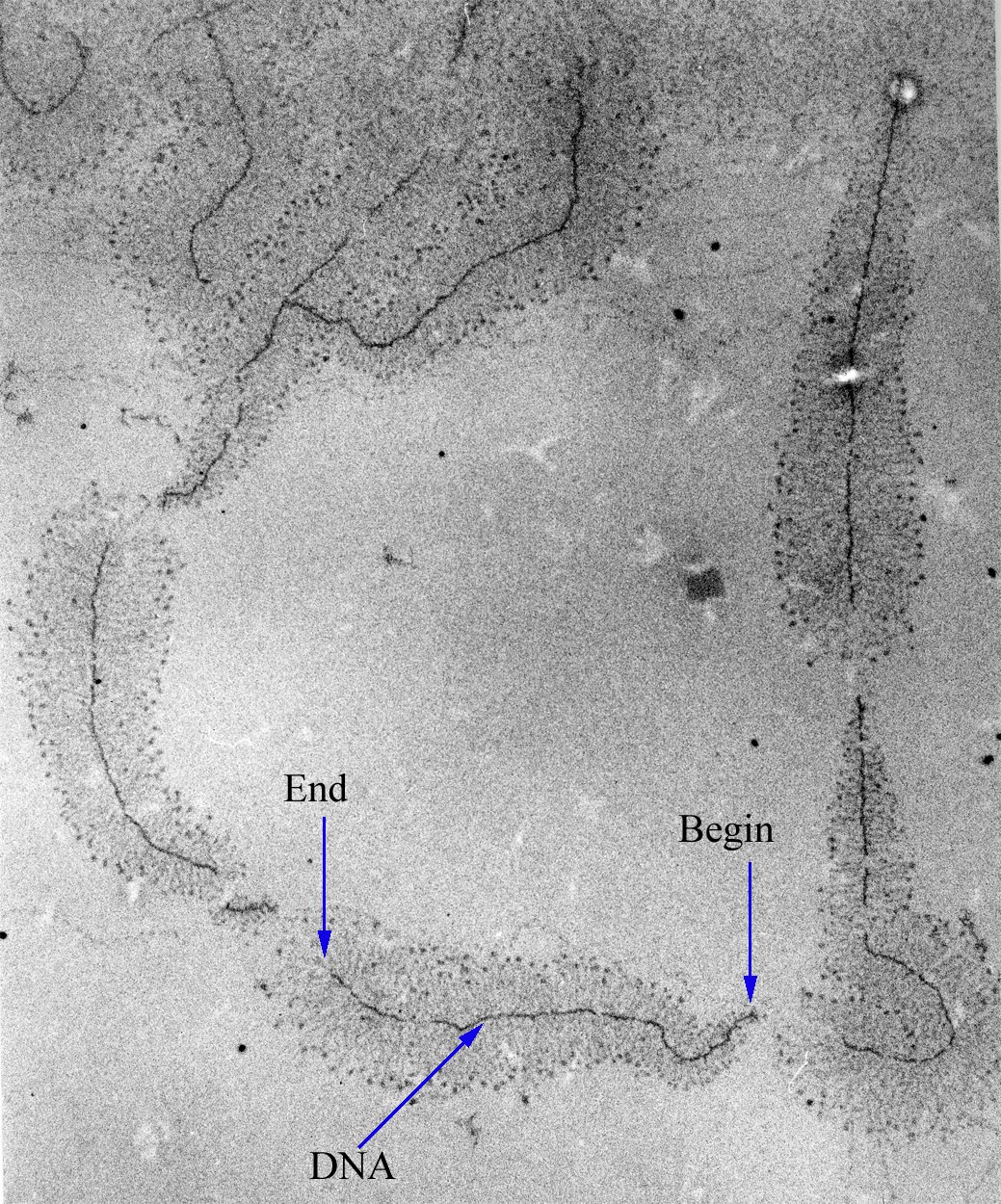
電子顯微鏡下看到的轉錄中的DNA與RNA，DNA周圍的物質是正在合成的RNA。

转录（英語：Transcription）是在RNA聚合酶的催化下，遗传信息由DNA复制到RNA（尤其是mRNA）的过程。作为蛋白质生物合成的第一步，转录是合成mRNA以及非編碼RNA（tRNA、rRNA等）的途径。
真核生物合成蛋白质的转录过程以特定的单链DNA片段作为模板，RNA聚合酶作为催化剂，合成前mRNA，前mRNA经进一步加工后转为成熟mRNA。转录时，DNA分子的双链打开（是否需要DNA解旋酶仍存在争议），在RNA聚合酶的作用下，游离的4种核糖核苷酸按照碱基互补配对原则结合到DNA单链上，并在RNA聚合酶的作用下形成单链mRNA分子。
转录成RNA分子的DNA片段称为转录单元，编码至少一个基因。如果转录的基因编码蛋白质，则会产生信使RNA（mRNA），这个mRNA又在翻译过程中作为合成蛋白质的模板。基因还可能编码非编码RNA，例如小分子RNA，核糖体RNA（rRNA），转运RNA （tRNA）或有催化作用的RNA分子核酶。

## 主要步骤
转录通常按以下步骤进行：
1. RNA聚合酶与一种或多种通用转录因子一起结合DNA上的启动子。
2. RNA聚合酶产生一个转录泡泡，并通过打开互补DNA核苷酸之间的氢键分离DNA双螺旋的两条链。
3. RNA聚合酶催化聚合核糖核苷酸（与模板DNA链的脱氧核糖核苷酸互补）。
4. 在RNA聚合酶的作用下形成RNA糖—磷酸骨架，进而形成RNA链。
5. RNA—DNA螺旋的氢键断裂，释放新合成的RNA链。
6. 如果细胞有核，RNA可以进一步被处理。 这可能包括聚腺苷酸化，加帽和剪接等。
7. RNA可以保留在核内或通过核孔复合物离开核进入细胞质。

具体来讲，转录可分为启动、延伸、终止三个阶段。

### 启动
转录开始于RNA聚合酶与通用转录因子共同结合到模板DNA的启动子序列上，形成RNA聚合酶－启动子闭合复合物。
然后，RNA聚合酶在通用转录因子的协助下，暴露出大约14个碱基对，形成RNA聚合酶－启动子开放复合物。在开放复合物中，启动子DNA部分解开为单链。 暴露的单链DNA被称为“转录泡”。接着，RNA聚合酶选择转录泡中的转录起始位点，结合起始NTP和与转录起始位点序列互补的延伸NTP（也可能是短RNA引物和延伸NTP），催化磷酸二酯键的形成，产生起始RNA产物。
原核生物的RNA聚合酶全酶由两个α亚基、一个β亚基、一个β′亚基和一个σ亚基组成，其中σ因子协助RNA聚合酶识别并结合启动子。很多基因起始位点的上游拥有普里布诺盒基因序列（TATAAT），上游约35个碱基处拥有TTGCCA共有序列，约40~60个碱基处拥有一片富含A、T碱基的区域，有助于加快转录速度。
真核生物的转录起始上游区段比原核生物多样化，转录起始时，RNA聚合酶不直接结合模板，其起始过程比原核生物复杂。
转录的启动还受到另外的蛋白质影响，如转录激活蛋白和阻遏蛋白。
前两个NTP缩合成3′-5′磷酸二酯键后，RNA聚合酶脱离启动子，启动阶段结束，进入延伸阶段。

### 延伸

转录延伸的简单图示（RNAP：RNA聚合酶；Coding Strand：编码链；Template Strand：模板链）。

转录启动后，DNA双螺旋链解开，其中一条链作为模板链。随着转录的进行，RNA聚合酶在DNA模板链上移动，根据碱基互补配对原则合成RNA单链。转录的方向为3′→5′（对于DNA模板链）或5′→3′（对于合成的RNA链或DNA编码链）。
细菌在37°C（98.6°F）下以42~54个核苷酸每秒的速度转录，而真核生物的转录速度大约是22-25个核苷酸每秒。

### 终止
转录终止于DNA非编码序列末端附近的终止子处。
细菌转录的终止有两种方式：内源性终止（也称内在型终止，本体转录终止或ρ-非依赖性终止）和ρ-依赖性终止。在内源性终止中，基因末端的反向重复序列使新转录的RNA序列折叠成发夹环，从而使RNA聚合酶脱落，转录产物被释放。ρ-依赖性终止子利用可在转录时主动展开DNA—RNA复合物的ρ因子，释放新合成的RNA。
真核生物转录过程的终止方式取决于其所使用的聚合酶的不同。RNA聚合酶I的终止机制与细菌的ρ-依赖性终止类似；而RNA聚合酶III的终止与细菌的内源性终止极为相似。有研究表明，多个胸腺嘧啶的终止信号引起RNA聚合酶III的失活，从而使延伸终止并将酶转运至最近的RNA二级结构，进而促进酶的释放。RNA聚合酶III和细菌的转录终止机制之间的相似性表明，这种依赖发夹环的终止可以追溯到多亚基RNA聚合酶的共同祖先。RNA聚合酶II的转录可以在非编码序列的末端后持续数百甚至数千个核苷酸，它的终止更为复杂，涉及到新合成RNA的切割以及多腺苷酸化的过程。

## 抑制剂
抗生素可作为转录的抑制剂，包括抗细菌药与抗真菌药。以利福平为例，其通过结合DNA依赖性RNA聚合酶的β-亚基来抑制细菌转录；而8-羟基喹啉是真菌转录的抑制剂；组蛋白甲基化作用也可能会对转录有抑制作用。

## 历史
方斯華·賈克柏（François Jacob）和賈克·莫諾（Jacques Lucien Monod）首先假设一种让遗传物质成为蛋白质的分子。 塞韦罗·奥乔亚（Severo Ochoa）于1959年获得诺贝尔生理学或医学奖，开发一种用多核苷酸磷酸化酶体外(In vitro)合成RNA的方法，该方法可用于破解遗传密码。 由RNA聚合酶合成RNA是由几个实验室在1965年以前在体外(In vitro)建立的; 然而，由这些酶合成的RNA具有表明存在正确终止转录所需的额外因子的特性。
1972年，Walter Fiers成为第一个真正证明终止酶存在的人。
罗杰·科恩伯格（Roger D. Kornberg）因其研究真核生物转录的分子基础而获得2006年诺贝尔化学奖。